# NGC 4060
NGC 4060 este o liner situată în constelația Părul Berenicei. A fost descoperită în 18 martie 1865 de către Albert Marth.